# Rotten Tomatoes
Rotten Tomatoes és un lloc web dedicat a la crítica i la informació sobre pel·lícules i videojocs. El nom prové del clixé de l'època del vodevil, on tirar tomàquets podrits (rotten tomatoes en anglès) als mals actors va ser una forma pel qual el públic va subratllar la mediocritat d'una representació.

## Descripció
L'equip de Rotten Tomatoes recorre la Internet a la recerca de llocs webs, d'aficionats a professionals, publicant crítiques de pel·lícules o videojocs. Cada crítica trobada va ser objecte d'un estudi estadístic per determinar el seu costat positiu (fresh - fresc), simbolitzat per un tomàquet vermell, o negatiu (rotten - podrit), simbolitzat per un tomàquet verd esclatat.
El lloc manté un registre de totes les revisions identificades (que poden apropar les 250 per a pel·lícules més importants) i el percentatge de crítiques positives es tabulen. Si arriben a un 60% o més, la pel·lícula es considera fresh (fresca) en el sentit que una gran majoria de crítiques han aprovat aquesta pel·lícula. Si no, és a dir, quan les crítiques positives són menys del 60% del total, la pel·lícula es considera rotten (podrida). A més, els crítics de renom com Roger Ebert, Desson Thomson, Stephen Hunter (Washington Post) i Lisa Schwartzbaum (Entertainment Weekly), constitueixen una llista a part anomenada «Cream of the Crop» (La crema de la collita), i publiquen les seves crítiques per separat, tot i que incloent els seus punts de vista en l'avaluació general. Quan el nombre de comentaris és suficient per arribar a una conclusió, un text de consens es va publicar amb la finalitat de donar les raons generals de l'opinió anunciada.
El 2004, IGN Entertainment ha adquirit Rottentomatoes.com. Al setembre de 2005, IGN, al seu torn va ser comprat per la News Corp de Rupert Murdoch. El gener de 2010, IGN va vendre el lloc web a Flixster, que produeix les aplicacions més populars de valoracions de pel·lícules per a l'iPad i altres dispositius mòbils. L'abast combinat de les dues empreses és de 30 milions de visitants únics per mes en totes les diferents plataformes, d'acord amb les empreses. Al maig de 2011, Flixster va ser adquirida per Warner Bros.
El novembre de 2006, Rotten Tomatoes ha llançat una versió britànica del seu lloc web, que és una còpia del lloc principal amb un editorial dirigit als usuaris del Regne Unit i una selecció més àmplia de la crítica al Regne Unit.

## Història
Rotten Tomatoes es va llançar el 12 d’agost de 1998 com a projecte de temps lliure de Senh Duong. El seu objectiu al crear aquesta web era “crear un lloc on les persones puguin accedir a ressenyes d’una àmplia varietat de crítics dels Estats Units”. Senh Duong, fanàtic de Jackie Chan, es va inspirar en la creació del lloc web després de recopilar totes les ressenyes de les pel·lícules d’acció de Jackie Chan a Hong Kong de quan varen ser llançades als Estats Units. El catalitzador per la creació de la pàgina web va ser “Rush Hour” (1998), la primera pel·lícula de Chan amb Hollywood. A partir de llavors es van començar a incloure més pel·lícules apart de les de Chan fent que Rotten Tomatoes comencés a créixer cada cop més. La primera crítiques d’una pel·lícula que no fos de Chan, van ser del film Your Friend & Neighbors (1998). El lloc web va tenir un èxit immediat i va rebre mencions en pàgines com Yahoo!, Netscape o USA Today durant la seva primera setmana de llançament.
Senh Duong es va associar amb els seus antics companys de la Universitat de California, Berkeley, Patrick Y. Lee i Stephen Wang, els seus antics socis a la firma de disseny web amb la seu a Berkeley, California anomenada Design Reactor. Els tres van ajuntar-se per dedicar-se a temps complet a Rotten Tomatoes i llançar oficialment el lloc web l’1 d’abril del 2000.
El juny de 2004, IGN Entertainment va adquirir Rotten Tomatoes per una suma poc rellevada. Al setembre de 2005, IGN va ser comprat per Fox Interactive Media de News Corp. El gener del 2010, IGN va vendre el lloc web a Flixster. L’abast aconseguit per les diverses companyies combinades, va ser de 30 milions de visitants únics al mes en totes les plataformes, segons les empreses. Al 2011, Warner Bros va adquirir Rotten Tomatoes.
A principis de l’any 2009, Current Television va llançar “The Rotten Tomatoes Show”, una verisó televisiva del lloc web va ser allotjat per Brett Erlich i Ellen Fox i va ser escrit per Mark Ganek. El programa es va retransmetre fins al setembre del 2010.
A finals del 2009, ell lloc web va permetre als usuaris de Rotten Tomatoes de crear i unir-se en grups de debat online per discutir sobre diversos aspectes de pel·lícules.
El 17 de setembre de 2013 es va crear una secció dedicada asèries de televisió amb guió la qual es va anomenar TV Zone, com una subsecció del lloc web.
Al febrer de 2016, Rotten Tomatoes i Flixter van ser venudes a Fandango de Comcast. Warner Bros va continuar tenint una participació mínima en totes aquestes entitats fusionades, incloent Fandango.
Al desembre de 2016, Fandango i tots els llocs web que aquest incloïa, van traslladar-se a la seu anterior de Fox Interactive Media a Beverly Hills, California.
Al juny del 2017, l'editor en cap del lloc web des del 2007, Matt Atchity, va marxar per unir-se al canal de YouTube The Young Turks. L’1 de novembre del mateix any, Rotten Tomatoes llançaria una nova sèrie de Facebook, See It/Skip It, allotjada per Jaqueline Coley i Según Oduilowu.
Al març del 2018, el lloc va anunciar un nou disseny de la pàgina incloent icones i el logotip per primer cop en 19 anys.

## Funcionament del «Tomatometer»
El «Tomatometer» és el principal instrument de mesura del lloc web: permet al lector en un sol cop de vista, avaluar les opinions donades sobre les pel·lícules. Es basa en el percentatge de comentaris positius sobre la pel·lícula:
- més de 75%: la pel·lícula té l'etiqueta de fresca certificada («Certified fresh») i es caracteritza per un tomàquet vermell;[19]
- entre 70% i 75%: si la pel·lícula ha estat objecte de moltes crítiques. En qualsevol cas, està marcada amb un tomàquet vermell.
- 60% al 70%: la pel·lícula es considera fresca («fresh») i està marcada amb un tomàquet vermell.
- a sota de 60%: la pel·lícula es considera podrida («rotten») i està marcada amb un tomàquet verd explotat.

Algunes pel·lícules estan subjectes a una taxa d'aprovació del 100%, però no reben l'etiqueta de certificació de frescor perquè el nombre de crítiques emeses és massa baix.

## Publicació de les crítiques
Almenys un diari important, el Toronto Star publica de manera setmanal els valors del «Tomatometer» en la seva secció d'«Entreteniment».